# Pediciidae
Pediciidae Osten-Sacken, 1860, è una famiglia di insetti dell'ordine dei Ditteri (Nematocera: Tipulomorpha).

## Descrizione

### Adulti
Gli adulti, di forma tipuloide sono piuttosto simili ai Limoniidi. Differiscono da questi per le dimensioni generalmente maggiori e per alcuni caratteri morfologici. Le livree sono spesso eleganti per la presenza di caratteristici disegni sulle ali, in particolare nel genere Pedicia.
Il capo è privo di ocelli e porta occhi grandi e ellissoidali. Un carattere differenziale è la presenza di setole inframezzate fra gli ommatidi, rendendo gli occhi pelosi. Le antenne sono composte da 16 articoli. La regione frontale presenta il clipeo di moderata lunghezza e non prolungato come quello dei Tipulidae. L'apparato boccale è provvisto di palpi mascellari di quattro segmenti, con il quarto segmento relativamente corto.
Il torace presenta sul mesonoto una sutura dorsale trasversa conformata a V, carattere tipico di tutti i Tipulomorpha. Le zampe sono lunghe e sottili, presentano coxe e trocanteri brevi, femori e tibie notevolmente lunghe, con tibie sempre speronate all'apice, tarsi di cinque segmenti, con primo tarsomero marcatamente allungato. Rispetto agli altri tipuloidi, le zampe dei Limoniidi sono mediamente più lunghe in proporzione al corpo. Le ali ben sviluppate, strette e lunghe, con lobo anale ampio e moderatamente pronunciato. Sono glabre e presentano talvolta eleganti pigmentazioni a fasce, in contrasto con il colore di fondo della membrana, che seguono il percorso di alcune vene.
L'addome, composto da nove uriti apparenti, ha la conformazione tipica dei Tipuloidea: è sottile e cilindrico, molto più lungo del resto del corpo. Il nono urite, nel maschio, presenta due processi simmetrici (clasper o claspettes) usati per agganciarsi a quello della femmina durante la copula. L'addome delle femmine ha gli ultimi uriti organizzati a formare un ovopositore di sostituzione conico.

Schema della nervatura alare. C: costa; Sc: subcosta; R: radio; M: media; Cu: cubito; A: anale; h: omerale; r-m: radio-mediale; m: mediale; dm-cu: medio-cubitale; dm: cellula discale.

La nervatura alare, complessa come nella generalità dei Tipuloidea, ha la costa che si sviluppa sull'intero margine, 12 vene raggiungenti il margine, 2 vene anali complete e, infine, presenta una cellula discale chiusa, in posizione distale rispetto alla basale anteriore. Il carattere differenziale più evidente è la conformazione della subcosta: come nella generalità dei Cylindrotomidae e dei Limoniidae, questa vena presenta due rami terminali (Sc1 e Sc2), confluenti rispettivamente sulla costa e sulla radio, ma, a differenza delle altre due famiglie, nei Pediciidae il ramo Sc2 si separa in posizione più basale e termina confluendo sulla base della radio prima della biforcazione del settore radiale. Di conseguenza, Sc2 assume la conformazione di una vena trasversa disposta in posizione submarginale e intermedia.
La radio forma tutti e cinque i rami, di cui quattro confluenti sul margine e R2 su R1. L'ordine della ramificazione è differente rispetto a quello dei Limoniidae, in quanto il ramo R4 è associato a R5 e non a R2+3. Il ramo anteriore (R1) è allineato con la base della radio, il settore radiale diverge formando un brevissimo tratto trasversale ma poi devia assumendo una posizione longitudinale parallela a R1. Più distalmente si biforca formando i rami R2+3 e R4+5. La prima branca si biforca a sua volta formando un ramo trasversale (R2) che confluisce su R2 e uno longitudinale che confluisce sul margine. La seconda branca, brevissima e allineata con il settore radiale, si divide subito formando i due rami posteriori R4 e R5.
La media presenta tutti e tre i rami, con biforcazione M1+2 in posizione nettamente più distale rispetto a M3+4, la cubito è divisa nei due rami CuA1 e CuA2, con quest'ultima che forma una curvatura posteriore nel tratto terminale dopo la biforcazione. Le due anali sono lunghe e diritte, entrambi confluenti sul margine.
La nervature trasverse sono rappresentate dalla radio-mediale (r-m), dalla medio-cubitale (m-cu) e dalla mediale (m). La radio-mediale collega la base di R4+5, quasi subito dopo la biforcazione del settore radiale, con il vertice anteriore-prossimale della cellula discale e chiude la prima cellula basale allineandosi con il tratto trasverso di M1+2. La mediale connette il ramo M1+2 a M3 e chiude la cellula discale. La medio-cubitale, infine, connette la base di M3+4 con la cubito chiudendo la seconda cellula basale. Si differenzia immediatamente dopo la biforcazione della base della media, perciò trae origine dal vertice posteriore-prossimale della cellula discale mostrandosi quasi allineata con il tratto trasversale di M1+2. Conseguenza di questa conformazione è che le due cellule basali hanno pressoché la stessa lunghezza.

## Biologia e habitat
Le larve dei Pediciidae sono prettamente acquatiche o semiacquatiche, oppure vivono in ambienti molto umidi costituiti da materiale organico marcescente. Le larve acquatiche si comportano come predatrici e si nutrono a spese di piccoli invertebrati. Fanno eccezione le larve del generi Ula, che hanno un regime dietetico micetofago, e quelle del genere Nasiternella, che sarebbero saprofaghe a spese del legno marcescente.
Gli adulti, come la generalità dei Tipuloidei sono frequenti in ambienti umidi e si rinvengono facilmente fra la vegetazione riparia di ecosistemi d'acqua dolce. In diverse specie, i maschi possono riunirsi in sciami, comportamento ricorrente, fra i Tipulomorfi, anche fra i Limoniidae e i Trichoceridae.

## Sistematica
I Pediciidae sono inquadrati alternativamente al rango di famiglia indipendente, nell'ambito della superfamiglia Tipuloidea, oppure al rango di tribù (con il nome Pediciini) nell'ambito della sottofamiglia Limoniinae all'interno della famiglia Tipulidae. La prima classificazione, proposta da STARÝ (1992) e supportata da OOSTERBROEK, contempla la suddivisione dei Tipuloidea in quattro famiglie e ricorre generalmente nelle pubblicazioni recenti degli Autori europei, mentre la seconda, che si attiene alla tradizionale classificazione dei Tipuloidea, identifica la superfamiglia con la sola famiglia dei Tipulidae sensu lato ed è generalmente adottata dagli Autori anglosassoni. Nella vecchia letteratura ricorreva inoltre anche la suddivisione dei Tipuloidea in tre famiglie, Tipulidae sensu stricto, Cylindrotomidae e Limoniidae, con inquadramento dei Pediciidae al rango di sottofamiglia (Pediciinae) fra i Limoniidae.
Secondo BERTONE et al., i Pediciidae formerebbero un clade monofiletico divergente dalla linea comprendente tutti gli altri Tipuloidea.
Adottando la trattazione come famiglia indipendente, i Pediciidae si suddividono, secondo OOSTERBROEK (2006), in 2 sottofamiglie, comprendenti nel complesso 454 specie ripartite fra 10 generi:
- Sottofamiglia Pediciinae
  - Dicranota (232 specie)
  - Heterangaeus (6 specie)
  - Malaisemyia (5 specie)
  - Nasiternella (6 specie)
  - Nipponomyia (15 specie)
  - Ornithodes (2 specie)
  - Pedicia (54 specie)
  - Savchenkoiana (1 specie)
  - Tricyphona (105 specie)
- Sottofamiglia Uliinae
  - Ula (28 specie)

I reperti fossili appartenenti a questa famiglia risalgono al Cenozoico.

## Distribuzione
La famiglia dei Pediciidae ha una prevalente distribuzione oloartica, con una buona rappresentanza anche nella regione orientale. Nella regione australasiana è presente il solo genere Tricyphona e in quella neotropicale i generi Tricyphona e Dicranota. Del tutto assenti sarebbero nella regione afrotropicale. Limitata distribuzione hanno i generi Ornithodes (neartico), Savchenkoiana (segnalato solo nella Siberia orientale), Heterangaeus (paleartico orientale) e Malayseyia (orientale).
In Europa sono presenti circa 60 specie ripartite fra i generi Dicranota, Nasiternella, Pedicia, Tricyphona e Ula.
In Italia sono segnalate 37 specie ripartite fra i generi Dicranota (21 specie), Pedicia (7 specie), Tricyphona (7 specie) e Ula (2 specie). La maggiore concentrazione di specie si ha nell'Italia settentrionale. Quattro sono le specie endemiche: Dicranota rostrata e Pedicia tjederi, endemiche del Nord Italia, Dicranota acuminata nel nord e nella penisola, Dicranota meridiana, nel Sud e in Sicilia.